# Dorothea von Rodde-Schlözer
Dorothea von Rodde-Schlözer, född 18 augusti 1770 i Göttingen, död 12 juli 1825 i Avignon, var en tysk akademiker och salongsvärd. Hon var den första kvinna i Tyskland med en doktorsgrad i filosofi (1787). Hon höll också en berömd salong i Lübeck.
Dorothea var en av de s.k. Universitätsmamsellen, en grupp på fem kvinnliga akademiker under 1700- och 1800-talet som var döttrar till akademiker vid universitetet i Göttingen, tillsammans med  Philippine Engelhard, Caroline Schelling, Therese Huber och Meta Forkel-Liebeskind.

## Biografi
Dorothea var dotter till professorn August Ludwig von Schlözer vid universitetet i Göttingen. Hennes far hade lagt fram tron på könens lika intelligens för en kollega, och kommit överens med denne om att uppfostra barnen genom olika metoder för att kunna bedöma om hans teori stämde. Dorothea fick samma undervisning som gavs en pojke under denna tid med hjälp av privatlärare, och uppnådde utmärkta studieresultat. Personer av kvinnligt kön fick inte studera vid universitetet, men hon examinerades som privatist och kunde doktorera år 1787. 
Dorothea von Rodde-Schlözer gifte sig 1792 med handlaren och borgmästaren Mattheus Rodde i Lübeck. Hon använde både sitt eget och makens namn efter giftermålet, vilket introducerade dubbelefternamnet i Tyskland. Från 1797 levde paret i ett ménage à trois-förhållande med den franske författaren Charles de Villers, som de hade lärt känna 1794. Hon höll en berömd salong som blev känd som "Nordens Weimar", efter den stad längre söderut som var berömd för sitt kulturliv.
Dorothea von Rodde-Schlözer besökte Paris, där hon studerade konst, åren 1810 och 1803–1805 och presenterades för kejsarparet. År 1806 plundrades Lübeck av franska armén, men hennes och makens sambo Villers räddade dem från plundring genom att ställa sig utanför deras port och låtsas vara fransk soldat.